# Bílé kameny
Bílé kameny (též Sloní kameny, německy Elefantensteine) jsou izolovaná, morfologicky výrazná skupina asi 20 m vysokých pískovcových skal. Přírodní památka Bílé kameny se nachází v chráněné krajinné oblasti Lužické hory jeden kilometr severně od obce Jítrava na úpatí vrchu Vysoká v Libereckém kraji. Chráněné území je v péči AOPK ČR – regionálního pracoviště Liberecko.

## Popis
Díky příměsi kaolinitu mají pískovcové skály nápadně bílou barvu a oblé tvary, čímž připomíná hřbety obřích, odpočívajících slonů. Proto jsou tyto skály někdy označovány také jako Sloní skály. Tato ukázka zvětrávání křídových turonských pískovců je od roku 1955 státem chráněna jako přírodní památka ev. č. 2414 v okrese Liberec pod správou Agentura ochrany přírody a krajiny ČR – Regionálního pracoviště Liberec. Chráněné území, ležící v katastru obce Jítrava, má výměru 0,661 ha.
Skály jsou tvořeny šikmo skloněnými vrstvami světlých svrchněkřídových pískovců, nakloněných ve třetihorách v důsledku tektonických pohybů na lužickém zlomu. Během následující eroze docházelo k postupnému obrušování skal a rozšiřování puklin. Dnes tak je útvar rozdělen trojicí svislých puklin (voštin) na několik malých bloků tvořících tak nevelké skalní město. Pískovec má ve vrchní části skal výraznou příměs kaolinitu, který dává skalám charakteristické bílé zabarvení a oblé tvary. Spodní části skal jsou tvořeny méně kaolinickým materiálem a je na nich patrná vyvinutá vrstevnatost se šikmým sklonem vrstev. Ve skalách vznikly erozí oválné dutiny a jeskyně, z nichž největší je asi 6 m dlouhá. V jedné ze skal vznikl erozí také 4 m dlouhý skalní tunel.

## Negativní vlivy
Bílé kameny jsou předmětem velkého zájmu turistů a výletníků již od první poloviny 19. století. Průvodními jevy tohoto zájmu je poškozování skal, jako tesání schůdků a vyrývání nápisů do jejich povrchu či rozdělávání ohňů. Správa CHKO Lužické hory musí též pravidelně odklízet odpadky, které zde zanechávají nedisciplinovaní návštěvníci.

## Dostupnost
Přírodní památka, již z dálky dobře viditelná, leží na okraji lesa asi 750 metrů severně od silnice I/13 Děčín - Liberec. U odbočky ke skalám je autobusová zastávka Rynoltice, Jítrava, hl. silnice. Kolem skal vede červeně značená turistická cesta a naučná stezka „Lužické a Žitavské hory“, později nahrazená novou stezkou označenou Mezinárodní naučná stezka Lužické a Žitavské hory. 

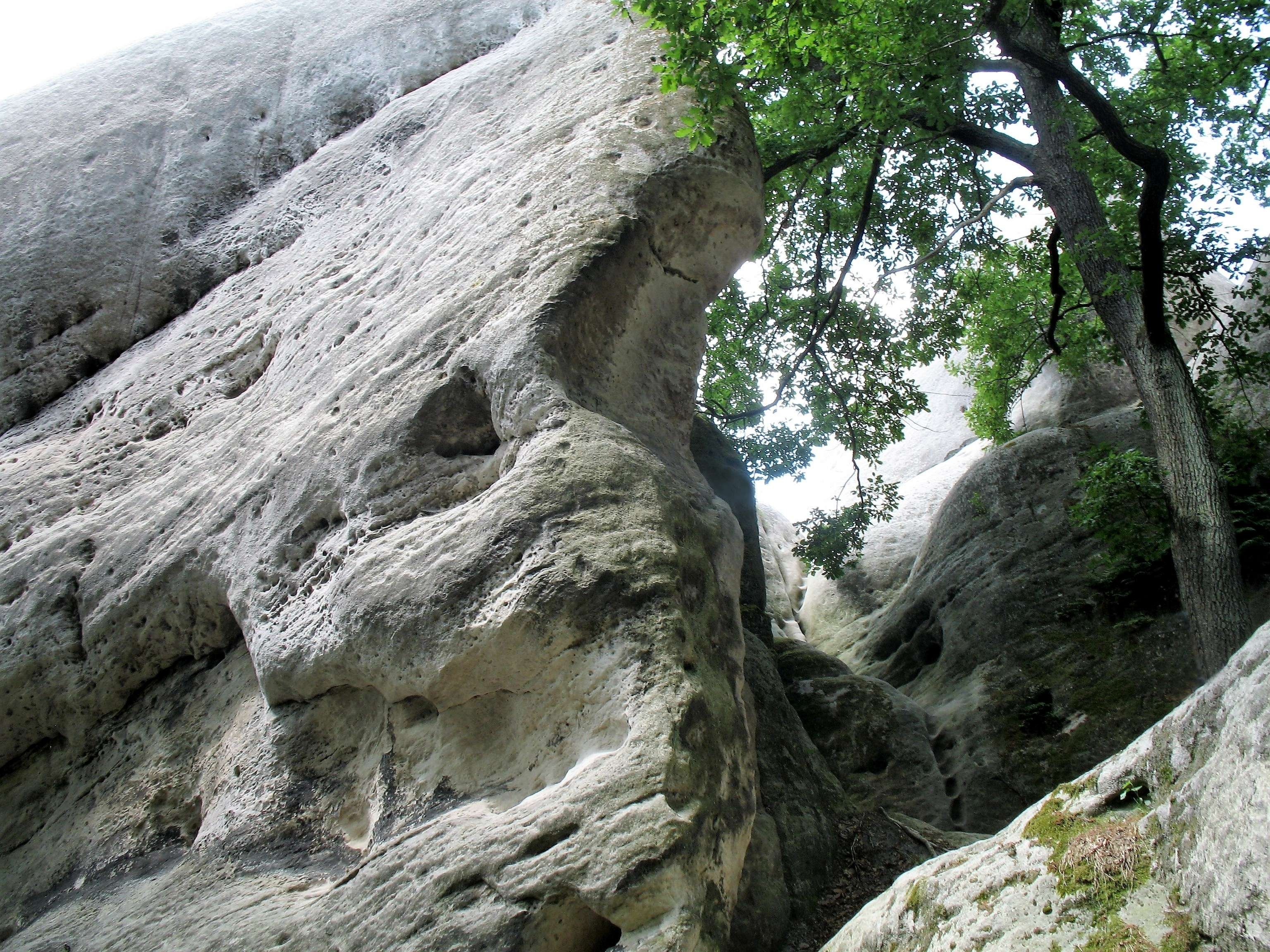
Vrstvy pískovce, zpevněné tmelem
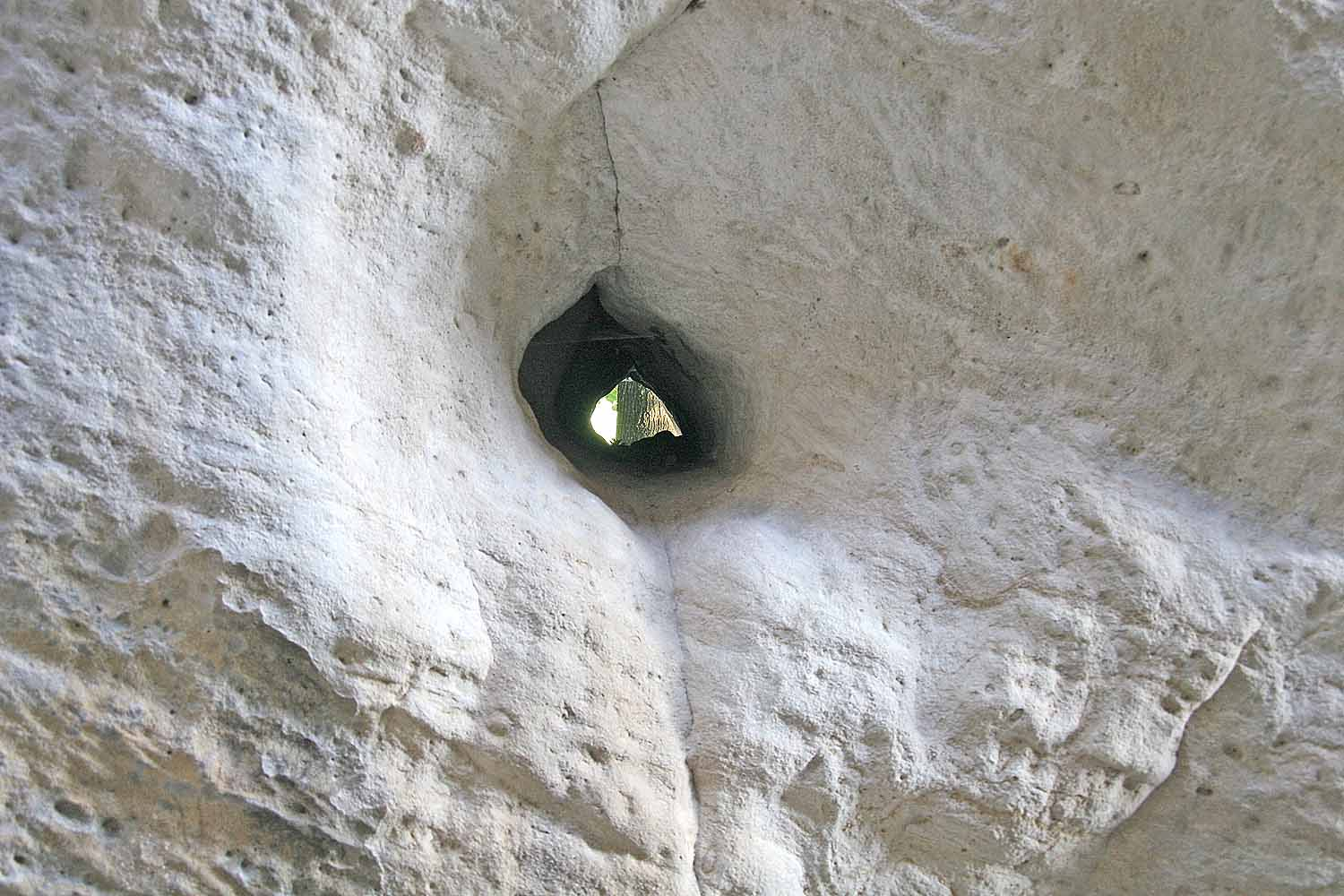
Skalní tunýlek v jedné ze skal
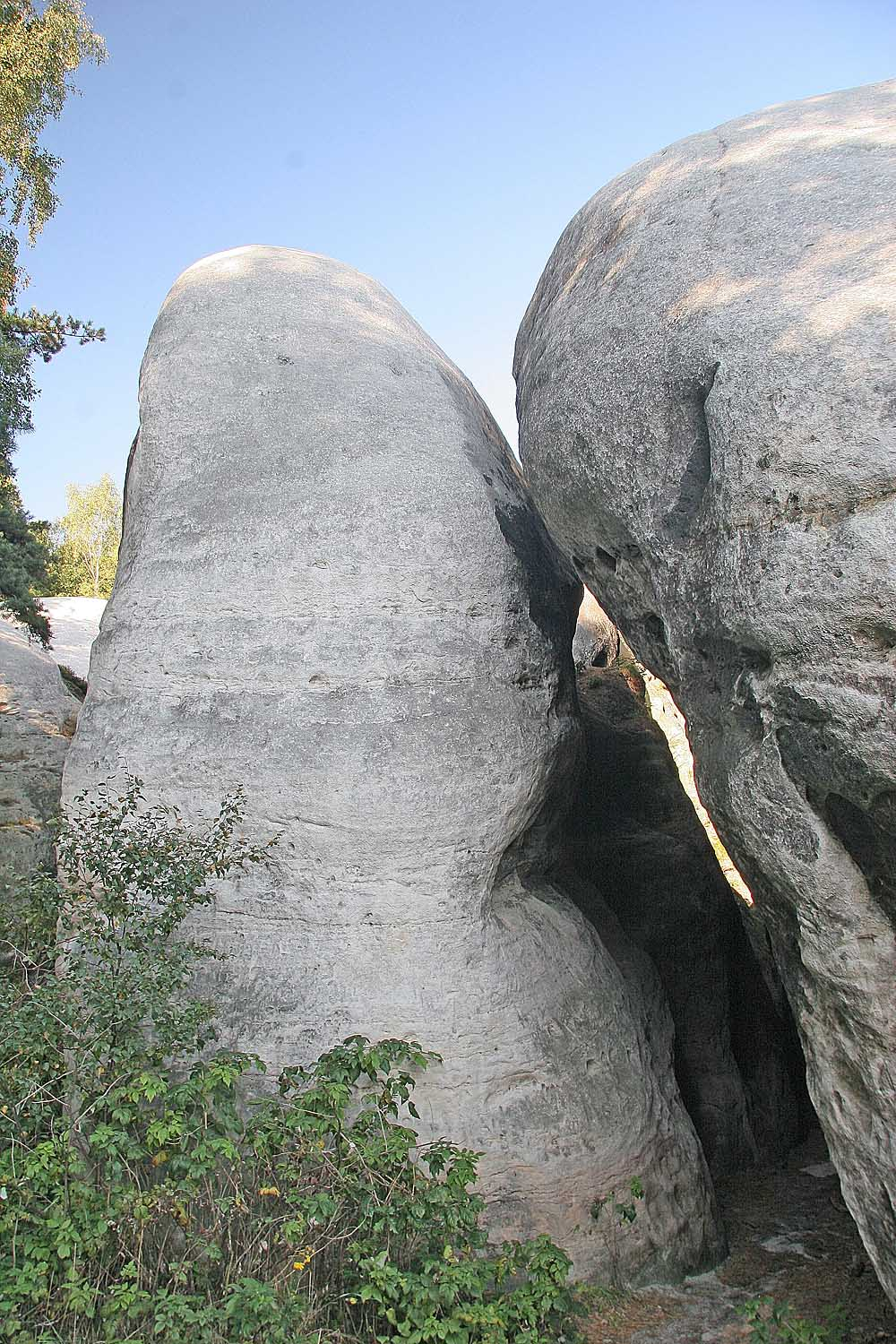
PP Bílé kameny u Jítravy
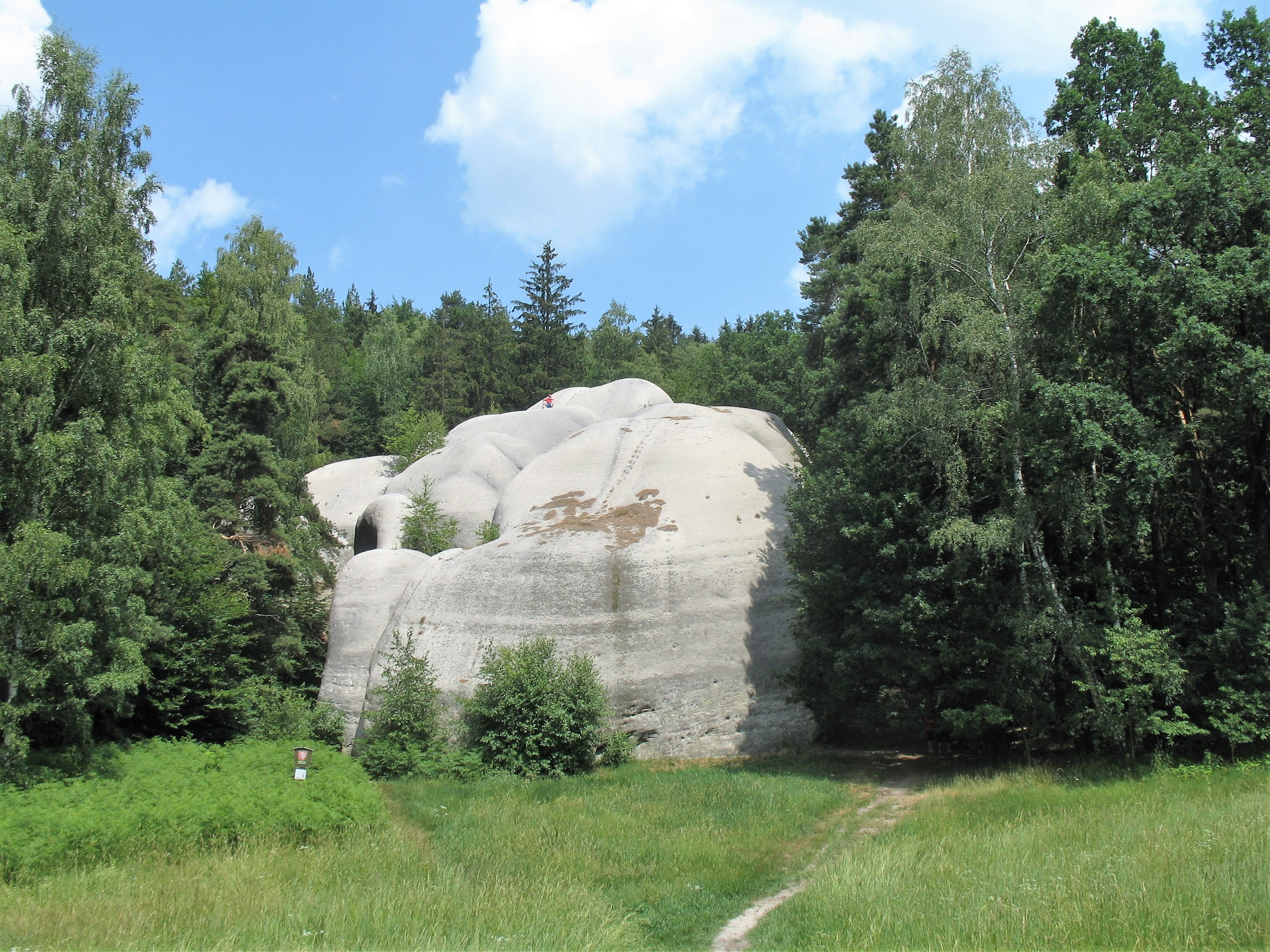
Pohled od jihu
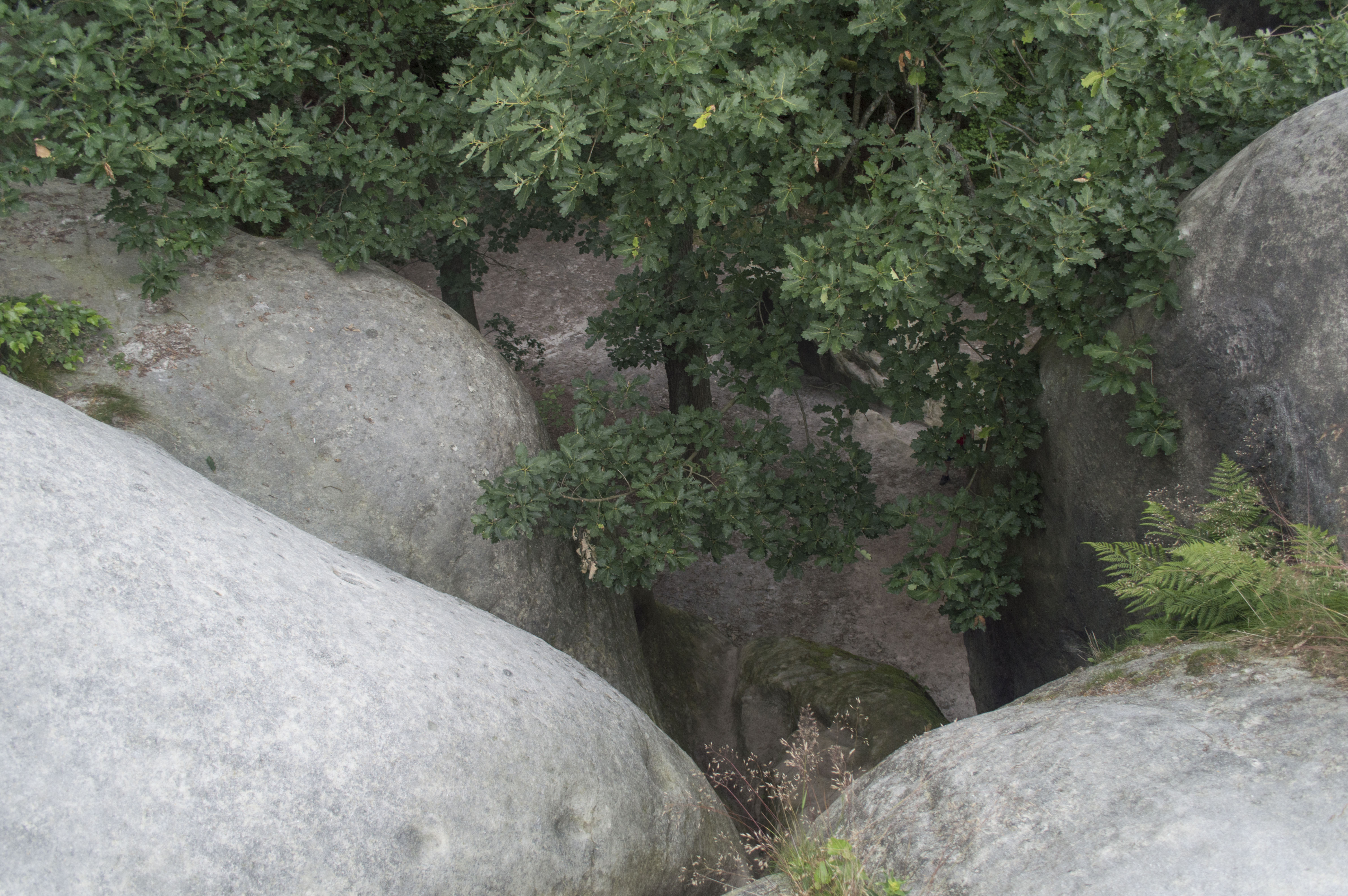
Oblé vrcholy skal